# York-Est
Pour les articles homonymes, voir York (homonymie).
Circonscription électorale fédérale du Canada
York-Est ((en) York East) est une circonscription électorale fédérale de l'Ontario, représentée de 1867 à 1904, de 1917 à 1925 et de 1935 à 1988. 
C'est l'Acte de l'Amérique du Nord britannique de 1867 qui crée le district électoral de Toronto-Est. Abolie en 1903, elle fut redistribuée parmi Toronto-Nord, York-Centre et York-Sud.
En 1914, la circonscription réapparait à partir d'York-Centre et York-Sud. Abolie en 1924, elle est redistribuée parmi Toronto—Scarborough et York-Sud.
De nouveau créée en 1933, elle est issue de York-Nord et York-Sud. Abolie en 1987, elle est redistribuée parmi Beaches—Woodbine, Broadview—Greenwood, Don Valley-Ouest et Don Valley-Est.

## Géographie
En 1867, la circonscription d'York-Est comprenait:
- Les cantons de Markham, Scarborough et d'York
- Le village d'Yorkville

En 1966, elle comprenait:
- Diverses rues et rivières dans le Toronto métropolitain

## Députés
| Législature                                                                                                  | Années    | Député                    | Député                  | Parti                     |
| York-Est | York-Est  | York-Est                  | York-Est                | York-Est                  |
| --- | --------- | ------------------------- | ----------------------- | ------------------------- |
| 1re | 1867–1872 |                           | James Metcalfe          | Libéral                   |
| 2e | 1872-1874 |                           | James Metcalfe          | Libéral                   |
| 3e | 1874–1878 |                           | James Metcalfe          | Libéral                   |
| 4e | 1878–1882 |                           | Alfred Boultbee         | Conservateur              |
| 5e | 1882–1887 |                           | Alexander Mackenzie     | Libéral                   |
| 6e | 1887–1891 |                           | Alexander Mackenzie     | Libéral                   |
| 7e | 1891–1892 |                           | Alexander Mackenzie     | Libéral                   |
| 7e | 1892–1896 |                           | William Findlay Maclean | Indépendant               |
| 8e | 1896–1900 |                           | William Findlay Maclean | Indépendant               |
| 9e | 1900–1904 |                           | William Findlay Maclean | Indépendant               |
| Circonscription redistribuée parmi Toronto-Nord, York-Centre et York-Sud                                     |           |                           |                         |                           |
| Circonscription issue de York-Centre et York-Sud                                                             |           |                           |                         |                           |
| 13e | 1917–1921 |                           | Thomas Foster           | Unioniste                 |
| 14e | 1921–1925 | Joseph Henry Harris       | Conservateur            |                           |
| Circonscription redistribuée parmi Toronto—Scarborough et York-Sud                                           |           |                           |                         |                           |
| Circonscription issue de York-Nord et York-Sud                                                               |           |                           |                         |                           |
| 18e | 1935–1926 |                           | Robert Henry McGregor   | Conservateur              |
| 19e | 1940–1945 | Gouvernement national     | Robert Henry McGregor   |                           |
| 20e | 1945–1949 | Progressiste-conservateur | Robert Henry McGregor   |                           |
| 21e | 1949–1953 | Progressiste-conservateur | Robert Henry McGregor   |                           |
| 22e | 1953–1957 | Progressiste-conservateur | Robert Henry McGregor   |                           |
| 23e | 1957–1958 | Progressiste-conservateur | Robert Henry McGregor   |                           |
| 24e | 1958–1962 | Progressiste-conservateur | Robert Henry McGregor   |                           |
| 25e | 1962–1963 |                           | Steve Otto              | Libéral                   |
| 26e | 1963–1965 |                           | Steve Otto              | Libéral                   |
| 27e | 1965–1968 |                           | Steve Otto              | Libéral                   |
| 28e | 1968–1972 |                           | Steve Otto              | Libéral                   |
| 29e | 1972–1974 |                           | Ian MacLachlan Arrol    | Progressiste-conservateur |
| 30e | 1974–1979 |                           | David Collenette        | Libéral                   |
| 31e | 1979–1980 |                           | Ron Ritchie             | Progressiste-conservateur |
| 32e | 1980–1984 |                           | David Collenette (2)    | Libéral                   |
| 33e | 1984–1988 |                           | Alan Redway             | Progressiste-conservateur |
| Circonscription redistribuée parmi Beaches—Woodbine, Broadview—Greenwood, Don Valley-Ouest et Don Valley-Est |           |                           |                         |                           |

## Résultats électoraux
1935-1988
1917 à 1925
1867 à 1904